# Feria de Cali
La Feria de Cali, est une fête célébrée depuis 1957 dans la ville de Cali, en Colombie. Elle est considérée par les habitants comme « un des meilleurs festivals musicaux du continent américain ». Elle se déroule annuellement entre le 25 et le 30 décembre.

## Activités
Initiée comme une authentique feria taurine, les activités proposées durant la feria de Cali se sont peu à peu diversifiées pour attirer le public et à présent les principales activités sont les concerts de musique.
Durant la feria se déroulent des concerts musicaux, une cavalcade dans les principales rues de la ville le jour de l'ouverture, des corridas, des concours de beauté, des concours d'orchestre et la sélection du thème musical de la feria.